# 品客
品客（英語：Pringles，舊譯「翹鬍子洋芋片」）是源自美國的馬鈴薯零食品牌，原屬寶僑旗下，後售予家樂氏。其商標是一個有著咖啡色大鬍子和紅色領結的人臉。

## 歷史
1967年，寶潔以「Pringle's Newfangled Potato Chips」之名面市，1968年開始改為現稱，目前在世界各地均有販售。品客除了口味多樣之外，還有限定販賣地區或時間的特色口味。2012年2月15日，宝洁将品客以27亿美元现金出售予美國食品大廠家樂氏。
品客的特色在於採用厚片波浪造型來增加口感（嚴格來說是双曲抛物面造型），且採用長筒罐狀包裝以避免壓碎洋芋片。這種特殊包裝是由弗雷德里克·鮑爾所發明，鮑爾是位有機化學家與食品保存技術人員，在寶潔公司從事研發與品管工作。他在過世前，要求將骨灰放入他所發明的品客包裝筒。
品客產品容量大小有許多種，從最早的1200公克至今日常見的800公克、169公克、110公克以及小罐59公克包裝。

## 主要成分
一罐品客標準版從美國製造的原味洋芋片，其成份可能包含：（香港／臺灣版）馬鈴薯粉、葵花油、米粉、小麥澱粉、麥芽糊精、乳化劑（脂肪酸一甘油脂與脂肪酸二甘油脂／脂肪酸甘油脂〔植物來源〕）、鹽、葡萄糖、酸度調節劑（檸檬酸）等。

## 販售口味
- 原味
- 洋蔥
- 青蔥（限定）
- 炭烤BBQ
- 起司
- 奶油（限定）
- 酸奶油（限定）
- 田園沙拉
- 印度咖哩（限定）
- 蜂蜜芥末
- 披薩
- 香辣
- 拿坡理蕃茄（限定）
- 培根（限定）
- 起司乳酪（限定）
- 奶油乳酪（限定）
- 焦糖奶油（地區限定）
- 蜂蜜奶油（限定）
- 炸雞（限定）
- 彈珠汽水
- 超濃起司
- 白巧克力
- 牛奶巧克力
- 紫薯海鹽風味
- 起司火腿三明治 （限定）
- 九層塔 （限定)
- 黑胡椒螃蟹 （限定）
- 博多明太子 （限定）
- 和風雞肉串燒 （限定）
- 鹹酥雞 （臺灣限定）
- 油蔥肉燥 （臺灣限定）
- 糖醋牛小排 （臺灣限定）
- 蒜頭蝦 （臺灣限定）

## 爭議

### 洋芋片爭議
2008年7月4日，英國高等法院判決，品客「洋芋片」其實不是「洋芋片」，因為產品的馬鈴薯成份只有42%，而外形、口感都和真正的洋芋片不同。這是應P&G公司提出的上訴所作的判決。因為這個判決，品客「洋芋片」不用繳納對洋芋片徵收的17.5%的增值稅，而得以和普通食物一樣免稅。
然而，在2009年4月，英國上訴庭推翻了高等法院判決，品客「洋芋片」必須繳納對洋芋片徵收的增值稅。寶僑公司發言人說在等待法院最後判決的同時，寶僑已經預防性地繳清稅務局所要求的款項。

### 新口味爭議
品客在2015年於各地推出了新包裝的洋芋片，每份重量由134g調整為110g，包裝罐的直徑縮小，風味也做了調整。 但是此變化收到了消費者褒貶不一的回應，部分民眾抱怨，新版包裝罐的小尺寸使他們難以伸手進入罐中，而風味也不如以前強烈；對此品客公司表示，這些變化是因為生產工廠所在地由美國改變成馬來西亞，尺寸與價格部分則是因應原物料上漲而做調整。

## 被查驗出含有致癌物质
- 2002年5月，英國食品標準局（英语：Food Standards Agency）公布，薯片等多種食品所含丙烯酰胺超標十倍至一千倍不等。
- 2004年3月26日，美國FDA公布，薯片等多種食品含有丙烯酰胺的成份。
- 2005年8月27日，美國加州檢察部門控告。要求在包裝上標明可能含有丙烯酰胺的成份。
- 2006年10月13日，香港消費者委員會公布驗出市面上所有品客薯片含有較高的致癌物丙烯酰胺。
- 2007年7月，中華人民共和國珠海检验检疫局查出一批美国制品客薯片含有致癌物质溴酸钾，[11]对此，宝洁公司的官方回应对此予以否认。[12]

## 軼事
前香港財政司司長曾俊華有「鬍鬚曾」及「薯片叔叔」的稱號（因其二撇雞與品客薯片裡的頭像相似而得名），但他個人並不在意。現在「薯片」更是他的別名之一。